# Little Casterton
Little Casterton – wieś w Anglii, w hrabstwie Rutland. Leży 17 km na wschód od miasta Oakham i 133 km na północ od Londynu. W 2001 miejscowość liczyła 148 mieszkańców.